# (13971) 1991 UF1
1991 يو أف 1 (ويعرف أيضًا باسم (13971) 1991 يو أف 1 وفق تسمية الكوكب الصغير) (بالإنجليزية: 1991 UF1)‏ هو كويكب ضمن حزام الكويكبات؛ وترتيبه 13971 من حيث الاكتشاف.
اكتُشف هذا الجُرم الفلكي بواسطة هيروشي كانيدا في 18 أكتوبر 1991.

## وصلات خارجية
- (13971) 1991 UF1 في قاعدة بيانات مختبر الدفع النفاث لأجرام النظام الشمسي الصغيرة

- الاكتشاف · مخطط المدار ·  العناصر المدارية · المعلمات المادية

- (13971) 1991 UF1 على موقع ويكي سكاي: DSS2, SDSS, GALEX, IRAS, Hydrogen α, X-Ray, Astrophoto, Sky Map, Articles and images